# Räkneord
Räkneord är en av ordklasserna som anger antal eller plats i ordningsföljd. Vanligen delar man in klassen i grundtal (kardinaltal), ordningstal (ordinaltal) och övriga. Räkneorden i svenskan utgör en liten, sluten ordklass där de ingående ordens betydelse anger exakta numeriska värden, ett, halvannan, två och så vidare. Betydelsemässigt ansluter till räkneorden en öppen större grupp precisa mängdord som grammatiskt utgör substantiv; dussin, tjog, miljon, triljon (kollektiva tal). Dubbel, trefaldig är exempel på multiplikativa tal.

## Räkneord i svenskan

### Grammatik
Till räkneorden hör ordningstal: första, andra, tredje osv. och för substantiven i den större gruppen precisa mängdord kan motsvarande ordningsbeskrivningar bildas, miljonte. Till räkneorden och de precisa mängdorden ansluter mer ungefärliga begrepp som drygt, få, knappt, många. Man kan genom att bara studera räkneordens metamorfos dra en del slutsatser om olika språks släktskap och folkvandringar. Det finns också partitiva och distributiva räkneord i vissa språk. De partitiva anger en delmängd av något. I svenskan skrivs detta med ordningstalet, med efterleden -del, till exempel en tredjedel. I vissa andra språk så har dessa helt egna former. Det finns dock några speciella ord även i svenskan, såsom halv, hälften och kvart(s). Distributiva anger fördelning av någonting. I svenskan används samma form som för partitiva räkneord, men man lägger till fler ord efter, till exempel en tredjedel vardera.

### Ordbildning
Räkneord bildas med hjälp av de enmorfemiga orden för talen 1 till 12, tjugo, hundra och tusen (med rötter i fornsvenskan), samt de inlånade orden miljon och miljard. För mycket höga tal används normalt tiopotenser, men även andra mer eller mindre etablerade benämningar förekommer (se mycket stora tal). Orden för talen mellan 13 och 19 bildas från motsvarande ental med suffixet -ton, eventuellt med vokalbortfall (nitton) eller allomorfer (fjorton). Övriga räkneord bildas genom sammansättningar av de ovannämnda räkneorden, till exempel åttatusenfyrahundrasextiotre (8 463).
I vissa fall kan hundra användas som bas istället för tusen för talen 1 100–1 999, t.ex. "Jag betalade femtonhundra kronor för min platt-tv" eller "Han träffade på tolvhundra meters håll".
Hundraprincipen används alltid för årtal, t.ex. uttalas år 1969 nittonhundrasextionio; dock varierar språkbruket för år med jämnt tusental, t.ex. kan år 1027 uttalas antingen ettusentjugosju eller tiohundratjugosju och år 2007 antingen tvåtusensju eller tjugohundrasju. Ett annat sätt att uttala årtal är att dela upp årtalet i århundradesiffra och tiotal, t.ex. fyra-nollsju (år 407), sju-sextiotre (år 763), tio-sextiosex (år 1066), sjutton-sjutton (år 1717), nitton-fyrtiofem (år 1945) och tjugo-nolltre (år 2003).
Till räkneorden hör även ordningstalen. Orden första och andra saknar samband med ett och två, men övriga ordningstal bildas med ett suffix efter motsvarande grundtal (till exempel tredje och femte).
Grundtalen 1–12 kan ombildas till substantiv med suffixet -a (etta, tia).

## Räkneord i kinesiska och japanska
I kinesiska och japanska används vid sidan av en-, tio-, hundra- och tusental även tiotusen (kinesiska 萬, pinyin: wàn; japanska 万, onyomi: man) och 100 miljoner (億, pinyin: yì; japanska 億, onyomi: oku) som baser för högre tal. 30 000 är således 3 wan, 5 miljoner är 500 wan, 2 miljarder är 20 yi, osv.

## Räkneord i Indien
I södra Asien är 100 000 en viktig enhet i räknesystemen och kallas lakh på hindi och flera andra språk i regionen. Detta speglas särskilt tydligt i indisk tusentalsavgränsning, där man för större tal än 1 000 grupperar två siffror i taget, så att lakh skrivs "1,00,000". Hundra lakh, alltså tio miljoner enligt västerländsk indelning, kallas i sin tur crore och skrivs "1,00,00,000".